# Вольфертшвенден
Вольфертшвенден (нем. Wolfertschwenden) — община в Германии, в земле Бавария. 
Подчиняется административному округу Швабия. Входит в состав района Нижний Алльгой. Подчиняется управлению Бад Грёненбах.  Население составляет 1861 человек (на 31 декабря 2010 года). Занимает площадь 14,26 км².